# Pallacanestro alla XXVII Universiade - Torneo femminile
Il torneo femminile di pallacanestro alla XXVII Universiade si è svolto dall'8 al 15 luglio 2013 a Kazan', in Russia.

## Squadre
| America                    | Africa | Asia                                 | Europa                                                     | Oceania   | Nazione ospitante |
| -------------------------- | ------ | ------------------------------------ | ---------------------------------------------------------- | --------- | ----------------- |
| Brasile Canada Stati Uniti | Mali   | Cina Taipei Cinese Giappone Mongolia | Belgio Rep. Ceca Finlandia Ungheria Polonia Svezia Ucraina | Australia | Russia            |

## Fase a gironi

### Gruppo A
| Pos. | Squadra  | Pt | G | V | P | PF  | PS  | Dp   |
| ---- | -------- | -- | - | - | - | --- | --- | ---- |
| 1.   | Russia   | 6  | 3 | 3 | 0 | 271 | 128 | +143 |
| 2.   | Svezia   | 5  | 3 | 2 | 1 | 232 | 143 | +89  |
| 3.   | Polonia  | 4  | 3 | 1 | 2 | 202 | 187 | +15  |
| 4.   | Mongolia | 3  | 3 | 0 | 3 | 88  | 335 | -247 |

| Kazan' 2013, ore 18:30 | Russia | 123 – 23 (31–10, 33–7, 30–0, 29–6) referto | Mongolia | Basket Hall |

| Kazan' 2013, ore 20:30 | Svezia | 69 – 48 (23–6, 22–15, 7–15, 17–12) referto | Polonia | Basket Hall |

| Kazan' 2013, ore 18:30 | Russia | 74 – 37 (18–11, 19–6, 20–9, 17–11) referto | Polonia | Basket Hall |

| Kazan' 2013, ore 20:30 | Svezia | 95 – 21 (25–0, 21–9, 26–6, 23–6) referto | Mongolia | Basket Hall |

| Kazan' 2013, ore 18:30 | Russia | 74 – 68 (18–13, 15–20, 19–22, 22–13) referto | Svezia | Basket Hall |

| Kazan' 2013, ore 20:30 | Polonia | 117 – 44 (36–8, 18–10, 32–10, 31–16) referto | Mongolia | Basket Hall |

### Gruppo B
| Pos. | Squadra     | Pt | G | V | P | PF  | PS  | Dp   |
| ---- | ----------- | -- | - | - | - | --- | --- | ---- |
| 1.   | Stati Uniti | 6  | 3 | 3 | 0 | 326 | 168 | 158  |
| 2.   | Rep. Ceca   | 5  | 3 | 2 | 1 | 206 | 208 | -2   |
| 3.   | Brasile     | 4  | 3 | 1 | 2 | 216 | 242 | +26  |
| 4.   | Mali        | 3  | 3 | 0 | 3 | 127 | 257 | -130 |

| Kazan' 2013, ore 18:00 | Brasile | 63 – 86 (23–30, 14–17, 7–24, 19–15) referto | Rep. Ceca | Olymp Sport Hall |

| Kazan' 2013, ore 20:30 | Stati Uniti | 120 – 32 (28–12, 29–8, 37–8, 26–4) referto | Mali | Olymp Sport Hall |

| Kazan' 2013, ore 18:00 | Brasile | 78 – 51 (19–12, 14–14, 26–10, 19–15) referto | Mali | Miras Sports Complex |

| Kazan' 2013, ore 20:30 | Stati Uniti | 101 – 61 (21–11, 27–16, 30–14, 23–20) referto | Rep. Ceca | Miras Sports Complex |

| Kazan' 2013, ore 10:00 | Rep. Ceca | 59 – 44 (11–11, 17–12, 12–6, 19–15) referto | Mali | Miras Sports Complex |

| Kazan' 2013, ore 12:30 | Stati Uniti | 105 – 75 (36–16, 20–16, 26–19, 23–24) referto | Brasile | Miras Sports Complex |

### Gruppo C
| Pos. | Squadra       | Pt | G | V | P | PF  | PS  | Dp  |
| ---- | ------------- | -- | - | - | - | --- | --- | --- |
| 1.   | Taipei Cinese | 6  | 3 | 3 | 0 | 225 | 199 | +26 |
| 2.   | Canada        | 4  | 3 | 1 | 2 | 200 | 179 | +21 |
| 3.   | Ucraina       | 4  | 3 | 1 | 2 | 193 | 209 | -16 |
| 4.   | Giappone      | 4  | 3 | 1 | 2 | 180 | 211 | -31 |

| Kazan' 2013, ore 10:00 | Canada | 76 – 48 (18–6, 24–14, 21–12, 13–16) referto | Giappone | Biek Tau Sports Complex |

| Kazan' 2013, ore 12:30 | Taipei cinese | 84 – 68 (17–17, 15–21, 27–18, 25–12) referto | Ucraina | Biek Tau Sports Complex |

| Kazan' 2013, ore 10:00 | Canada | 57 – 59 (13–19, 15–8, 20–16, 9–16) referto | Ucraina | Miras Sports Complex |

| Kazan' 2013, ore 12:30 | Taipei cinese | 69 – 64 (18–16, 17–14, 14–17, 20–17) referto | Giappone | Miras Sports Complex |

| Kazan' 2013, ore 18:00 | Giappone | 68 – 66 (18–15, 12–14, 17–19, 21–18) referto | Ucraina | Miras Sports Complex |

| Kazan' 2013, ore 20:30 | Taipei cinese | 72 – 67 (21–11, 18–9, 21–23, 12–24) referto | Canada | Miras Sports Complex |

### Gruppo D
| Pos. | Squadra   | Pt | G | V | P | PF  | PS  | Dp   |
| ---- | --------- | -- | - | - | - | --- | --- | ---- |
| 1.   | Australia | 6  | 3 | 3 | 0 | 268 | 144 | +124 |
| 2.   | Ungheria  | 5  | 3 | 2 | 1 | 197 | 205 | -8   |
| 3.   | Cina      | 4  | 3 | 1 | 2 | 186 | 236 | -50  |
| 4.   | Finlandia | 3  | 3 | 1 | 2 | 167 | 233 | -66  |

| Kazan' 2013, ore 18:00 | Finlandia | 62 – 74 (8–26, 15–12, 19–20, 20–16) referto | Cina | Biek Tau Sports Complex |

| Kazan' 2013, ore 20:30 | Australia | 79 – 53 (21–11, 20–9, 22–13, 16–20) referto | Ungheria | Biek Tau Sports Complex |

| Kazan' 2013, ore 18:00 | Finlandia | 59 – 64 (13–17, 24–11, 16–20, 6–16) referto | Ungheria | Olymp Sport Hall |

| Kazan' 2013, ore 20:30 | Australia | 94 – 45 (18–14, 20–8, 30–10, 26–13) referto | Cina | Olymp Sport Hall |

| Kazan' 2013, ore 18:00 | Cina | 67 – 80 (24–23, 12–12, 16–21, 15–24) referto | Ungheria | Olymp Sport Hall |

| Kazan' 2013, ore 20:30 | Australia | 95 – 46 (19–6, 23–8, 23–16, 30–16) referto | Finlandia | Olymp Sport Hall |

## Classification round

### Quarti di finale

#### 9º-16º posto
| Kazan' 2013, ore 10:00 | Cina | 80 – 74 (15–19, 23–18, 15–22, 27–15) referto | Giappone | Biek Tau Sports Complex |

| Kazan' 2013, ore 12:30 | Ucraina | 80 – 51 (23–10, 13–21, 30–11, 14–9) referto | Finlandia | Biek Tau Sports Complex |

| Kazan' 2013, ore 18:00 | Polonia | 82 – 52 (26–13, 16–13, 24–8, 16–18) referto | Mali | Biek Tau Sports Complex |

| Kazan' 2013, ore 20:30 | Brasile | 94 – 46 (22–8, 25–6, 23–15, 24–17) referto | Mongolia | Biek Tau Sports Complex |

### Semifinali

#### 13º-16º posto
| Kazan' 2013, ore 10:00 | Giappone | 109 – 61 (30–13, 23–14, 24–19, 32–15) referto | Mali | Miras Sports Complex |

| Kazan' 2013, ore 12:30 | Finlandia | 84 – 38 (32–5, 15–5, 19–20, 18–8) referto | Mongolia | Miras Sports Complex |

#### 9º-12º posto
| Kazan' 2013, ore 18:00 | Cina | 57 – 49 (23–8, 9–12, 10–12, 15–17) referto | Polonia | Miras Sports Complex |

| Kazan' 2013, ore 20:30 | Ucraina | 76 – 66 (22–6, 23–28, 23–15, 8–17) referto | Brasile | Miras Sports Complex |

#### 5º-8º posto
| Kazan' 2013, ore 10:30 | Rep. Ceca | 77 – 67 (18–21, 21–4, 19–18, 19–24) referto | Ungheria | Basket Hall |

| Kazan' 2013, ore 13:00 | Svezia | 75 – 72 (15–20, 10–17, 22–6, 19–23) referto | Canada | Basket Hall |

### Finali

#### 15º-16º posto
| Kazan' 2013, ore 10:00 | Mali | 84 – 67 (19–25, 22–7, 24–16, 19–19) referto | Mongolia | Biek Tau Sports Complex |

#### 13º-14º posto
| Kazan' 2013, ore 12:30 | Giappone | 78 – 63 (22–16, 19–20, 19–12, 18–15) referto | Finlandia | Biek Tau Sports Complex |

#### 11º-12º posto
| Kazan' 2013, ore 10:00 | Polonia | 73 – 59 (18–18, 16–17, 19–10, 20–14) referto | Brasile | Olymp Sport Hall |

#### 9º-10º posto
| Kazan' 2013, ore 12:30 | Cina | 72 – 85 (16–21, 21–23, 11–17, 24–24) referto | Ucraina | Olymp Sport Hall |

#### 7º-8º posto
| Kazan' 2013, ore 10:00 | Canada | 55 – 60 (17–10, 16–19, 8–15, 14–16) referto | Ungheria | Basket Hall |

#### 5º-6º posto
| Kazan' 2013, ore 12:30 | Svezia | 72 – 63 (24–14, 11–13, 9–17, 28–19) referto | Rep. Ceca | Basket Hall |

## Fase a eliminazione diretta
|  | Quarti di finale | Quarti di finale |             |               | Semifinali                | Semifinali                |  |  | Finale | Finale |
|  |                  |                  |             |               |                           |                           |  |  |        |        |
|  |                  |                  |             |               |                           |                           |  |  |        |        |
|  |                  |                  |             |               |                           |                           |  |  |        |        |
|  | Stati Uniti      | 103              |             |               |                           |                           |  |  |        |        |
|  | Stati Uniti      | 103              |             |               |                           |                           |  |  |        |        |
|  | Svezia           | 72               |             |               |                           |                           |  |  |        |        |
|  | Svezia           | 72               | Stati Uniti | 79            |                           |                           |  |  |        |        |
|  |                  |                  | Stati Uniti | 79            |                           |                           |  |  |        |        |
|  |                  | Australia        | 78          |               |                           |                           |  |  |        |        |
|  | Australia        | Australia        | 78          | 72            |                           |                           |  |  |        |        |
|  | Australia        |                  |             | 72            |                           |                           |  |  |        |        |
|  | Canada           | 58               |             |               |                           |                           |  |  |        |        |
|  | Canada           | 58               | Stati Uniti | 90            |                           |                           |  |  |        |        |
|  |                  |                  | Stati Uniti | 90            |                           |                           |  |  |        |        |
|  |                  | Russia           | 71          |               |                           |                           |  |  |        |        |
|  | Russia           | Russia           | 71          | 74            |                           |                           |  |  |        |        |
|  | Russia           |                  |             | 74            |                           |                           |  |  |        |        |
|  | Rep. Ceca        | 66               |             |               |                           |                           |  |  |        |        |
|  | Rep. Ceca        | 66               | Russia      | 69            | Finale per il terzo posto | Finale per il terzo posto |  |  |        |        |
|  |                  |                  | Russia      | 69            | Finale per il terzo posto | Finale per il terzo posto |  |  |        |        |
|  |                  | Taipei Cinese    | 51          |               |                           |                           |  |  |        |        |
|  | Taipei Cinese    | Taipei Cinese    | 51          | 72            | Australia                 | 99                        |  |  |        |        |
|  | Taipei Cinese    |                  |             | 72            | Australia                 | 99                        |  |  |        |        |
|  | Ungheria         | 41               |             | Taipei Cinese | 58                        |                           |  |  |        |        |
|  | Ungheria         | 41               |             |               | 58                        |                           |  |  |        |        |
|  |                  |                  |             |               |                           |                           |  |  |        |        |
|  |                  |                  |             |               |                           |                           |  |  |        |        |

### Quarti di finale
| Kazan' 2013, ore 10:30 | Stati Uniti | 103 – 72 (26–24, 25–16, 24–16, 28–16) referto | Svezia | Basket Hall |

| Kazan' 2013, ore 18:00 | Australia | 72 – 58 (23–15, 14–12, 18–7, 17–24) referto | Canada | Miras Sports Complex |

| Kazan' 2013, ore 18:30 | Russia | 74 – 66 (16–19, 13–14, 25–23, 20–10) referto | Rep. Ceca | Basket Hall |

| Kazan' 2013, ore 20:30 | Taipei cinese | 72 – 41 (15–12, 20–9, 23–8, 14–12) referto | Ungheria | Miras Sports Complex |

### Semifinali
| Kazan' 2013, ore 18:30 | Russia | 69 – 51 (23–17, 13–13, 17–8, 16–13) referto | Taipei cinese | Basket Hall |

| Kazan' 2013, ore 21:00 | Stati Uniti | 79 – 78 (13–20, 19–13, 30–16, 17–29) referto | Australia | Basket Hall |

### Finale 3º-4º posto
| Arbitri: | Gina Cross Karen Lasuik Karla Diniz |

|                    |          |              |
| Cumming, Madgen 23 | Punti    | 14 Huang     |
| Madgen 5           | Assist   | 5 Chang, Hsu |
| Blicavs, Magden 9  | Rimbalzi | 5 Hsieh      |

### Finale
| Arbitri: | Ivana Ivanovic Wang Zebo Toni Caldwell |

|              |          |            |
| Hartley 17   | Punti    | 13 Vieru   |
| Massengale 5 | Assist   | 4 Logunova |
| Hooper 9     | Rimbalzi | 9 Vieru    |

## Classifica finale
| -  | Paese         | Formazione |
| -- | ------------- | --- |
|    | Stati Uniti   | Crystal Bradford · Aaryn Ellenberg · Reshanda Gray · Cassandra Harberts · Bria Hartley · Jordan Hooper · Kaleena Mosqueda-Lewis · Patricia Liston · Ariel Massengale · Theresa Plaisance · Shoni Schimmel · Odyssey Sims All.: Sherri Coale                                      |
|    | Russia        | Tat'jana Abrikosova · Veronika Doroševa · Ekaterina Fedorenkova · Evgenija Finogentova · Tat'jana Grigor'eva · Nadežda Grišaeva · Anastasija Loginova · Anastasija Logunova · Nadežda Majorova · Ljubov' Paskalenko · Anastasija Šilova · Natal'ja Vieru All.: Boris Sokolovskij |
|    | Australia     | Sara Blicavs · Natalie Burton · Stephanie Cumming · Katie Ebzery · Alice Kunek · Emma Langford · Tessa Lavey · Tess Madgen · Lauren Mansfield · Olivia Thompson · Marianna Tolo All.: Phil Brown                                                                                 |
| 4  | Taipei Cinese | |
| 5  | Svezia        | |
| 6  | Rep. Ceca     | |
| 7  | Ungheria      | |
| 8  | Canada        | |
| 9  | Ucraina       | |
| 10 | Cina          | |
| 11 | Polonia       | |
| 12 | Brasile       | |
| 13 | Giappone      | |
| 14 | Finlandia     | |
| 15 | Mali          | |
| 16 | Mongolia      | |